# Coppa del mondo di maratona
La Coppa del mondo di maratona (denominazione ufficiale IAAF World Marathon Cup), è stato un evento internazionale organizzato dalla federazione internazionale di atletica leggera, con cadenza biennale dal 1985; da 1997 è stato incorporato alla maratona dei Campionati del mondo di atletica leggera.

## Edizioni
La coppa del mondo di maratona, sia a livello maschile che femminile, si è sempre svolta nella stessa località; fino al 1995 è stato un evento organizzato separatamente, per congiungersi con i Campionati del mondo di atletica leggera 1997, dal biennio successivo.
| Anno | Sede          | Data                    |
| ---- | ------------- | ----------------------- |
| 1985 | Hiroshima     | 13-14 aprile            |
| 1987 | Seul          | 11-12 aprile            |
| 1989 | Milano        | 13-16 aprile            |
| 1991 | Londra        | 21 aprile               |
| 1993 | San Sebastián | 31 ottobre              |
| 1995 | Atene         | 9 aprile                |
| 1997 | Atene         | 9 e 10 agosto           |
| 1999 | Siviglia      | 28 e 29 agosto          |
| 2001 | Edmonton      | 3 e 12 agosto           |
| 2003 | Parigi        | 30 e 31 agosto          |
| 2005 | Helsinki      | 13 e 14 agosto          |
| 2007 | Osaka         | 25 agosto e 2 settembre |
| 2009 | Berlino       | 22-23 agosto            |
| 2011 | Taegu         | 27 agosto e 4 settembre |

## Albo d'oro

### Uomini
| Anno | Oro         | Tempo    | Argento       | Tempo    | Bronzo      | Tempo    |
| ---- | ----------- | -------- | ------------- | -------- | ----------- | -------- |
| 1985 | Gibuti      | 06:27:08 | Giappone      | 06:31:43 | Etiopia     | 06:32:46 |
| 1987 | Italia      | 06:36:38 | Giappone      | 06:39:23 | Francia     | 06:43:46 |
| 1989 | Etiopia     | 06:37:20 | Italia        | 06:37:51 | Francia     | 06:38:51 |
| 1991 | Regno Unito | 06:34:59 | Portogallo    | 06:35:55 | Polonia     | 06:36:12 |
| 1993 | Etiopia     | 06:31:17 | Italia        | 06:32:41 | Regno Unito | 06:34:06 |
| 1995 | Italia      | 06:43:42 | Francia       | 06:48:47 | Spagna      | 06:51:05 |
| 1997 | Spagna      | 06:43:30 | Italia        | 06:55:33 | Brasile     | 07:02:56 |
| 1999 | Italia      | 06:45:16 | Giappone      | 06:45:42 | Etiopia     | 06:50:11 |
| 2001 | Etiopia     | 06:43:32 | Giappone      | 06:48:36 | Italia      | 06:51:56 |
| 2003 | Giappone    | 06:30:43 | Italia        | 06:32:19 | Sudafrica   | 06:35:54 |
| 2005 | Giappone    | 06:38:39 | Kenya         | 06:46:38 | Etiopia     | 06:52:14 |
| 2007 | Giappone    | 06:54:23 | Corea del Sud | 07:12:08 | Kenya       | 07:12:33 |
| 2009 | Kenya       | 06:25:28 | Etiopia       | 06:32:06 | Giappone    | 06:41:05 |
| 2011 | Kenya       | 06:29:23 | Giappone      | 06:41:13 | Marocco     | 06:42:18 |

### Donne
| Anno | Oro              | Tempo    | Argento          | Tempo    | Bronzo       | Tempo    |
| ---- | ---------------- | -------- | ---------------- | -------- | ------------ | -------- |
| 1985 | Italia           | 07:51:27 | Unione Sovietica | 07:53:22 | Germania Est | 08:00:02 |
| 1987 | Unione Sovietica | 07:34:39 | Germania Est     | 07:42:10 | Francia      | 07:46:41 |
| 1989 | Unione Sovietica | 07:51:29 | Stati Uniti      | 07:56:17 | Cina         | 07:57:07 |
| 1991 | Unione Sovietica | 07:30:21 | Italia           | 07:36:37 | Francia      | 07:38:51 |
| 1993 | Cina             | 07:27:43 | Spagna           | 07:33:55 | Russia       | 07:44:07 |
| 1995 | Romania          | 07:35:05 | Russia           | 07:47:39 | Italia       | 07:50:46 |
| 1997 | Giappone         | 07:38:57 | Romania          | 07:52:18 | Italia       | 07:56:31 |
| 1999 | Giappone         | 07:27:52 | Romania          | 07:34:37 | Germania     | 07:35:41 |
| 2001 | Giappone         | 07:22:36 | Russia           | 07:26:00 | Romania      | 07:29:44 |
| 2003 | Giappone         | 07:14:48 | Etiopia          | 07:24:56 | Russia       | 07:31:04 |
| 2005 | Kenya            | 07:12:37 | Giappone         | 07:16:35 | Regno Unito  | 07:27:04 |
| 2007 | Kenya            | 07:35:02 | Cina             | 07:35:52 | Giappone     | 07:37:39 |
| 2009 | Cina             | 07:17:02 | Giappone         | 07:22:15 | Russia       | 07:24:42 |
| 2011 | Kenya            | 07:26:57 | Cina             | 07:31:34 | Etiopia      | 07:32:20 |